# Tamala Jones
Tamala Ronni Jones (12 de noviembre de 1974) es una actriz estadounidense. Es mayormente conocida por papeles en películas como Booty Call, The Wood, Kingdom Come, The Brothers, y Two Can Play That Game. Tuvo un papel recurrente en la serie de la cadena ABC, Castle como la examinadora forense Lanie Parish.

## Comienzos
Jones nació en Pasadena, California, siendo la mayor de tres hijos, de los cuales es la única mujer.[cita requerida] Empezó su carrera como modelo, apareciendo en revistas y comerciales de televisión.[cita requerida]

## Carrera
Su primer papel actoral fue una pequeña aparición en la serie para adolescentes California Dreams. Su primer papel importante en televisión fue haciendo de una estudiante en el drama de la ABC, Dangerous Minds. Jones fue protagonista en la serie For Your Love y en The Tracy Morgan Show. Tuvo un papel recurrente en la serie One on One como Tonya, una vieja novia de Flex (temporadas uno y cinco). Tuvo otros papeles en series de televisión como The Parent 'Hood, Veronica's Closet, Malcolm & Eddie, My Name Is Earl, Studio 60 on the Sunset Strip y The Fresh Prince of Bel-Air.
En 1993, Jones apareció en el video musical Give It Up, Turn It Loose de En Vogue. En 2001, estuvo en el video "Girls, Girls, Girls" del rapero Jay-Z, junto a las actrices Paula Jai Parker y Carmen Electra. Más tarde, Jones estuvo en el video musical "Gravel Pit" de Wu-Tang Clan.
Estuvo en películas como Booty Call, The Wood, y Kingdom Come. Jones también tuvo un pequeño pero importante rol en la película Up in the Air.
En 2007, apareció en el video musical Independent del rapero Webbie, como una muchacha negra.
Tamala Jones fue elegida como una de las 10 Sexiest Women of the Year (Mujeres más sexis del año) en 2000 y 2001 por la revista Black Men Magazine.
Desde 2009 tuvo un papel recurrente en la serie de la cadena ABC Castle como la examinadora forense Lanie Parish.

## Vida personal
En 2003, salió con el rapero Nate Dogg después de cruzarse dos veces en el estudio de la película de Chris Rock Head of State.
En 2006, se operó quirúrgicamente sus pechos. De ellos dijo, "Yo hice mi tarea y busqué un especialista. Fui a alguien que obra en los pacientes con cáncer de mama, y que crea un pecho que se ve y se siente real. No puedo esperar en estar en una película en la que yo les pueda mostrar a ustedes. En el momento adecuado de la película, estoy dispuesta a mostrar estos bebes".

## Filmografía

### Películas
- How to Make an American Quilt (1995) — bisabuela de Anna
- Booty Call (1997) — Nikki
- Can't Hardly Wait (1998) — Cindi
- The Wood (1999) — Tanya
- De ladrón a policía (Blue Streak) (1999) — Janiece
- Next Friday (2000) - D'Wana
- Turn It Up (2000) — Kia
- How to Kill Your Neighbor's Dog (2000) — Laura Leeton
- The Ladies Man (2000) — Theresa
- Kingdom Come (2001) — Nadine
- The Brothers (2001) — Sheila West
- Two Can Play That Game (2001) — Tracey Johnson
- On the Line (2001) — Jackie
- Head of State (2003) — Lisa Clark
- Nora's Hair Salon (2004) — Chloe
- Long Distance (2005) — Margaret Wright
- Urban Legends: Bloody Mary (2005) — Oficial Lorena Foreman
- Confessions of A Call Girl (2006) — Tory Adams/Candy
- The American Dream (Mike Jones album) (2007) — Keisha
- What Is Love (2007) — Katherine
- Who's Your Caddy? (2007) — Shannon
- Daddy Day Camp (2007) — Kim Hinton
- American Dream (2008) — Keisha
- Show Stoppers (2008) — Chapter Leader Renee
- The Hustle (2008) — Nikki
- Who's Deal? (2008) — Señora Watson
- Busted (2009) — J.J.
- Janky Promoters (2009) — Regina
- Up in the Air (2009) — Karen Barnes[3]
- 35 and Ticking (2011) — Victoria
- Things Never Said (2013) — Daphne
- Act of Faith (2014) — Jacqueline
- Megachurch Murder (2015) — Martha Spears
- Mr. Malevolent	 (2018) — Shanicka
- What Men Want (2019) — Mari[4]
- Holiday Rush (2019) — Jocelyn 'Joss' Hawkins
- Ordinary Angels (2024) — Rose[5]

### Televisión
- The Parent 'Hood (1995) — Yvonne
- ER (1995, 2001) — Joanie Robbins
- The Wayans Bros. (1995) — Wanda
- The Fresh Prince of Bel-Air (1995) — Tiffany
- JAG (1996) — Nia
- Dangerous Minds (1996) TV Series — Callie Timmons
- Veronica's Closet (1997–1999) — Tina
- For Your Love (1998) — Barbara Jean 'Bobbi' Seawright Ellis
- Little Richard (2000) — Lucille
- One on One (2001, 2002, 2005) — Tanya
- Couples (2002) — Julia
- The Tracy Morgan Show (2003–2004) — Alicia Mitchell
- Nadine in Date Land (2005) — Star
- Love, Inc. (2005) — Terri
- Ghost Whisperer (2006) — Amy
- CSI: Miami (2006) — Señorita Watson
- My Name Is Earl (2007) — Liberty Washington
- Short Circuitz (2007)
- Studio 60 on the Sunset Strip (2007) — Claire
- Castle (2009 - 2016) — Dra. Lanie Parish
- Everybody Hates Chris (2009) — Darlene
- Party Down (2010) – Mary Ellison
- The Soul Man (2012) – Yvette
- King Bachelor's Pad (2012) – Teniente Murray
- Walk This Way (2013) - Ella misma
- Rebel (2017) – Jackie
- Speechless (2018) — Robin
- SEAL Team (2019) — Sargento de Artillería Miller
- L.A.'s Finest (2019) — Katherine 'Kat' Miller
- 9-1-1: Lone Star (2020) — Inspectora Sarina Washington
- Rebel (2021) — Lanalee 'Lana' Ray
- The Rookie (2022) — Yvonne Thorsen